# Democratische Volksrepubliek Ethiopië
De Democratische Volksrepubliek Ethiopië (PDRE) was de officiële naam van Ethiopië van 1987 tot 1991. De Democratische Volksrepubliek werd opgericht door de communistische regering van Mengistu Haile Mariam en de Ethiopische Arbeiderspartij. Dit betekende het einde van de Dergue, de communistische militaire dictatuur. In mei 1991 kwam de Democratische Volksrepubliek Ethiopië ten einde toen Mengistu Ethiopië ontvluchtte en militairen van het Ethiopisch Volksrevolutionair Democratisch Front de hoofdstad Addis Abeba innamen en de Federale Democratische Republiek Ethiopië werd opgericht.

## Vooruitgang
De inschrijvingen voor het basisonderwijs stegen van ongeveer 957.300 in 1974/75 tot bijna 2.450.000 in 1985/86. Er waren nog steeds verschillen tussen de regio's in het aantal ingeschreven studenten en verschillen in de inschrijving van jongens en meisjes. Niettemin waren de inschrijvingen van de jongens meer dan verdubbeld en die van de meisjes meer dan verdrievoudigd. Het aantal middelbare scholen verdubbelde bijna. Onder de successen van de PDRE was de nationale alfabetiseringscampagne. De alfabetiseringsgraad, minder dan 10 procent tijdens het keizerlijke regime, was verhoogd tot ongeveer 63 procent in 1984.